# Програма виявлення талантів
Програма виявлення талантів Університету Дьюка англ. The Duke University Talent Identification Program (відома як «Duke TIP») — це освітня програма для обдарованих дітей, заснована на базі Університету Дюка. Заснована у 1980 році як одна з перших програм підготовки до навчання в американському університеті, програма мала на меті виявити обдарованих учнів з четвертого по дванадцятий класи та надати їм розширені освітні можливості, а також соціальну та емоційну підтримку. Програма Duke TIP остаточно завершилася у 2020 році через пандемію COVID-19.

## Історія
Програма Duke TIP була заснована у 1980 році завдяки гранту від Фонду Дюка. На той час метою програми було визначити та надати освітні можливості, щоб допомогти дітям повністю розкрити свій освітній потенціал. Спочатку програма була орієнтована на учнів сьомих класів, а згодом розширилася до четвертого-дванадцятого класів, що дозволило повністю охопити учнів середніх і старших класів.
Через перебої, спричинені пандемією COVID-19, у 2020 та 2021 роках програми не змогли працювати. Як наслідок, програма літнього навчання TIP та програма пошуку академічних талантів були скасовані. Починаючи з 2022 року, всі студенти до коледжу були направлені на програму продовження навчання Дьюка.
За 40 років існування програми нею скористалися понад 3 мільйони студентів, причому щороку понад 100 000 студентів подають заявки на участь у програмі.

## Об'єкти та університети-партнери
Після заснування програми в 1980 році Університет Дюка додав додаткові місця для навчання. У межах Університету Дьюка студенти могли навчатися в головному університетському кампусі в Даремі, штат Північна Кароліна, або в Морській лабораторії Дьюка в Боферті, штат Північна Кароліна. Програми також пропонувалися за адресою:
- Університет Райса
- Університет Вейк Форест
- Georgia Tech
- Коледж Девідсона
- Трініті університет[6]
- Остінський коледж
- Коледж Роллінза
- Аппалацький державний університет
- Університет штату Луїзіана
- Університет Джорджії[7]
- Белмонтський університет
- Коледж Агнес Скотт
- Коледж Екерд
- Коледж Мередіт
- Південно-західний університет[8]
- Новий коледж Флориди
- Інститут астрономічних досліджень Пісга[9]

## Програми
TIP пропонував різноманітні програми. Було дві програми пошуку талантів — «Пошук талантів для 4-6 класів» і «Пошук талантів для 7 класу», які передбачали тестування на рівні старших класів, розвиваючі заходи, спеціалізовані публікації та інші пільги.
Також були доступні очні та онлайн освітні програми, що проходили як під час навчального року, так і поза ним:
- Summer Studies (7–10 класи)
- Field Studies (9–12 класи)
- CRISIS (5–6 класи)
- eStudies (7–11 класи)
- Scholar Weekends (7–11 класи)
- Academic Adventures (4–6 класи)
- eInvestigators (4–6 класи)

## Відповідність критеріям
У більшості випадків право на участь у програмі пошуку талантів TIP визначалося за результатами тестів на рівні класу. Учні повинні були набрати не менше 95-го процентиля за результатами національних стандартизованих тестів досягнень, тестів на здібності або державних атестацій, або 125+ балів за тестом на коефіцієнт інтелекту.
Деякі освітні програми TIP мали додаткові вимоги до балів. Літні студії та електронні студії вимагали кваліфікаційних балів на SAT або ACT.